# Ononskij rajon
L'Ononskij rajon (in russo Ононский район?) è un municipal'nyj rajon della Transbajkalia, nell'Estremo Oriente russo.  Istituito il 5 febbraio 1941, ricopre una superficie di 5 994,18 chilometri quadrati e ha una popolazione di 8 720 abitanti; il centro amministrativo è il villaggio di Nižnij Casučej. Il rajon è suddiviso in 11 comuni rurali. Il territorio per lo più pianeggiante e collinare è attraversato dalla valle dell'Onon.